# الزمانية (ريف دمشق)
الزمانية قرية سوريّة تتبع إداريّاً لمحافظة ريف دمشق منطقة دوما ناحية النشابية، بلغ تعداد سكانها 1,790 نسمة حسب التعداد السكاني لعام 2004.